# South Dakota State Register of Historic Places

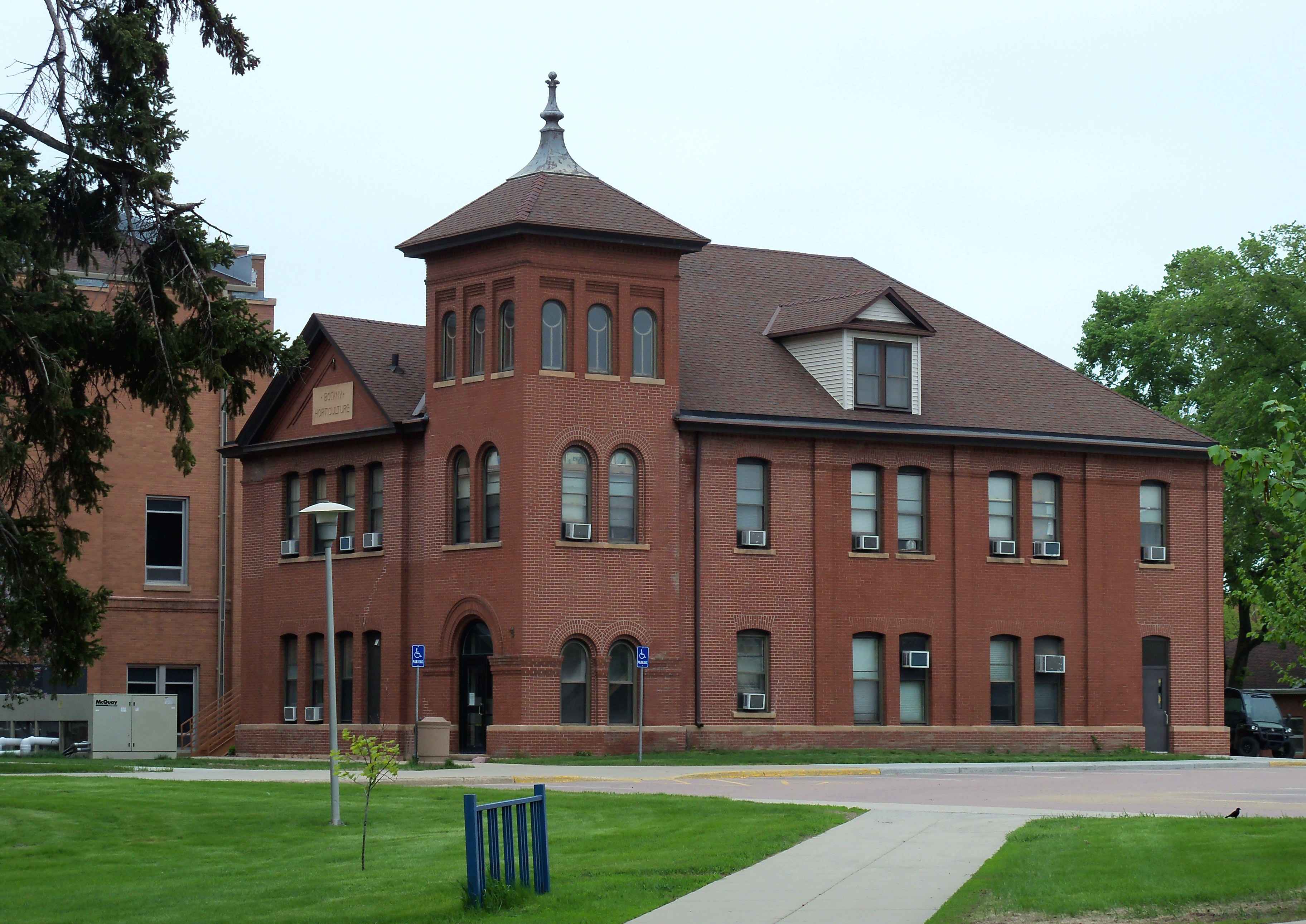
L'Horticulture Building, un bâtiment universitaire inscrit au South Dakota State Register of Historic Places depuis 1981.

Le South Dakota State Register of Historic Places est le registre des monuments officiellement reconnus par le Dakota du Sud, aux États-Unis. Une petite cinquantaine de biens y sont listés, les deux premiers depuis février 1973.

## Liste des biens
| Nom                                        | Comté       | Date d'inscription | Image |
| ------------------------------------------ | ----------- | ------------------ | ----- |
| George Lehr House                          | Bon Homme   | décembre 1996      | —     |
| Jokum Olson Sundet Log Cabin               | Brookings   | 1978               | —     |
| Horticulture Building                      | Brookings   | 1981               |       |
| Hartinger Barn                             | Brookings   | 2018               | —     |
| Sieh Granary                               | Brown       | 1995               | —     |
| First Congregational Church                | Butte       | 2004               | —     |
| Win Serven Hotel                           | Charles Mix | juin 1982          | —     |
| Falde-Hubert House                         | Clay        | octobre 1996       | —     |
| Custer's Camp Site #1                      | Custer      | mars 1978          |       |
| Borglum Ranch and Studio Historic District | Custer      | 1975               | —     |
| Alexander Bowdle House                     | Davison     | mai 2001           | —     |
| Daede House                                | Edmunds     | décembre 1995      | —     |
| Big Spring or Wessington Spring            | Jerauld     | novembre 1979      | —     |
| 39LK0100                                   | Lake        | août 2016          | —     |
| Thoen Stone and Site                       | Lawrence    | février 1973       | —     |
| Nels Juso Homestead                        | Lawrence    | septembre 2002     | —     |
| Vorhees Ranch                              | Lawrence    | 1999               | —     |
| Steever House                              | Lincoln     | décembre 1994      | —     |
| Territorial Trade Road                     | Lincoln     | mars 1973          | —     |
| Harris Stage Station Site                  | Lincoln     | février 1973       | —     |
| Taylor Building                            | Lincoln     | décembre 1996      | —     |
| Larson Well                                | Lyman       | novembre 1978      | —     |
| Sturgis City Auditorium                    | Meade       | février 1993       | —     |
| William Holst Farmstead                    | Meade       | mars 1983          | —     |
| Dr. George A. Pettigrew House              | Minnehaha   | mai 1992           | —     |
| Erastus and Lois Barnes House              | Minnehaha   | octobre 1993       | —     |
| Garden Home Farm Barn                      | Minnehaha   | décembre 1995      | —     |
| Ole Christopherson Homestead               | Minnehaha   | décembre 1995      | —     |
| Schaetzel-Lyon House                       | Minnehaha   | juillet 1994       | —     |
| Terminal Building                          | Minnehaha   | décembre 1995      | —     |
| 700 Valley Cliff Ave.                      | Minnehaha   | avril 1994         | —     |
| Ernest P. Schuett Farm                     | Minnehaha   | mars 1997          | —     |
| Frank Raymond Homestead                    | Minnehaha   | 1982               | —     |
| Apartments at 411-415                      | Minnehaha   | janvier 1985       | —     |
| 222 New York Street                        | Pennington  | décembre 2017      |       |
| Siston Theater                             | Roberts     | décembre 1995      | —     |
| Masonic Temple/James River Bank Bldg.      | Spink       | novembre 1978      | —     |
| 39SL0259                                   | Sully       | février 2009       | —     |
| 39SL0366                                   | Sully       | février 2009       | —     |
| 39SL0371                                   | Sully       | février 2009       | —     |
| 39SL0370                                   | Sully       | février 2009       | —     |
| 39SL0434                                   | Sully       | février 2009       | —     |
| 39SL0108                                   | Sully       | février 2009       | —     |
| Homing Place                               | Turner      | avril 1994         | —     |
| Sen. J. T. Scroggs House                   | Union       | décembre 1990      | —     |
| Beck-Kjose Farm                            | Union       | décembre 1996      | —     |
| Mobridge State Bank                        | Walworth    | décembre 1997      | —     |